# Santa Casa de Misericórdia de Goiânia
A Santa Casa de Misericórdia de Goiânia é uma instituição privada considerada hospital de referência na região Centro-Oeste.

## História
A construção do hospital localizado na Rua 4 do Setor Central foi iniciada em 1 de novembro de 1936 juntamente com a fundação de Goiânia, contando com o apoio da esposa do fundador. Em 1984 a área foi vendida ao governo de Goiás e um novo prédio foi construído na Vila Americano do Brasil.

### Crescimento
Até 1954, a Santa Casa era dirigida apenas pela Sociedade de São Vicente de Paula. Com a expansão do Hospital, que dispunha naquela época de mais de 150 leitos, o presidente da Conferência, Dom Abel Ribeiro Camelo, implantou um regimento pelo qual nomeou uma junta para administrar o complexo hospitalar por dois anos. O primeiro Diretor Clínico eleito foi o Dr. Ademar Câmara, que atuou entre 1954 e 1955.
Naquele período, a Instituição avançou em matéria de aperfeiçoamento técnico, físico e material. A instalação de Unidade de Terapia Intensiva (UTI) ocorreu nessa mesma época e foi considerada um grande avanço para o hospital. A criação do Centro Médico também foi iniciada no período em que a Santa Casa funcionava na Rua 4, Setor Central, com a participação de um pequeno número de profissionais. Nessa época, começaram a se definir clínicas mais especializadas, como de urologia, e de cardiologia.
Nesta época a Santa Casa deixou de ser um hospital municipal, para se tornar um hospital regional, atendendo ao município de Goiânia, ao estado de Goiás, aos estados limítrofes, e por último, ao próprio Distrito Federal.

## Construção do novo Hospital
Realizou-se em meados da década de 1980 um levantamento que constatou a impossibilidade de se continuar prestando serviços na antiga sede, Setor Central, principalmente em razão das instalações físicas que não ofereciam segurança aos pacientes, médicos e funcionários.
No final da gestão do professor José Luciano da Fonseca na presidência da Santa Casa, em 1984, tendo em vista a crônica falta de recursos e as condições precárias das instalações do Hospital, a área onde estava edificada foi vendida para o Governo do Estado.
O novo prédio, localizado na Vila Americano do Brasil, onde funciona até hoje a SCMG foi construído em um período de nove meses, em espaços projetados e equipamentos considerados, na época, os mais modernos existentes na área hospitalar.

### Parceria de ensino
Ao longo de sete décadas, a SCMG tornou-se, sob todos os aspectos, um hospital de referência para a região Centro-Oeste, tanto em sua estrutura como em sua concepção de atender todas as pessoas que buscam seus serviços, sem nenhuma forma de discriminação. O desenvolvimento sistemático de pesquisas e a produção, sobretudo na área médica, credenciaram e legitimaram a Instituição a constituir um Hospital Escola.
A Santa Casa desenvolve importante função na formação de profissionais de saúde com programas de internato, residência médica e convênio com o curso de enfermagem e de medicina da Pontifícia Universidade Católica de Goiás - PUC Goiás.
A nova superintendente da Santa Casa de Goiânia, Irani Ribeiro de Moura, tomou posse na segunda-feira (2) dia 02/10/2017. Ela prometeu tentar melhorar a situação do hospital. Nos últimos meses, a unidade sofreu com falta de remédios e com greve de servidores que cobravam salários atrasados.